# هازاردویل (کنتیکت)
هازاردویل (به انگلیسی: Hazardville) یک منطقهٔ مسکونی در ایالات متحده آمریکا است که در Enfield واقع شده‌است. هازاردویل ۸٫۵ کیلومتر مربع مساحت و ۴٬۵۹۹ نفر جمعیت دارد و ۵۴٫۸۶ متر بالاتر از سطح دریا واقع شده‌است.